# Leicester (Massachusetts)
Leicester és una població dels Estats Units a l'estat de Massachusetts. Segons el cens del 2000 tenia 10.471 habitants.

## Demografia
Segons el cens del 2000, Leicester tenia 10.471 habitants, 3.683 habitatges, i 2.707 famílies. La densitat de població era de 173,1 habitants/km².
Dels 3.683 habitatges en un 35,3% hi vivien nens de menys de 18 anys, en un 59,1% hi vivien parelles casades, en un 10,5% dones solteres, i en un 26,5% no eren unitats familiars. En el 21,9% dels habitatges hi vivien persones soles el 9,3% de les quals corresponia a persones de 65 anys o més que vivien soles. El nombre mitjà de persones vivint en cada habitatge era de 2,73 i el nombre mitjà de persones que vivien en cada família era de 3,21.
Per edats la població es repartia de la següent manera: un 26% tenia menys de 18 anys, un 9,2% entre 18 i 24, un 30% entre 25 i 44, un 22,5% de 45 a 60 i un 12,4% 65 anys o més.
L'edat mediana era de 36 anys. Per cada 100 dones de 18 o més anys hi havia 90,5 homes.
La renda mediana per habitatge era de 55.039 $ i la renda mediana per família de 64.202$. Els homes tenien una renda mediana de 40.991 $ mentre que les dones 27.913$. La renda per capita de la població era de 20.822$. Entorn del 3,2% de les famílies i el 4,3% de la població estaven per davall del llindar de pobresa.